# Jean-Pierre Vernant
Jean-Pierre Vernant (Provins (Seine-et-Marne), 4 de enero de 1914 -Sevres, 9 de enero de 2007) fue un historiador y antropólogo francés. Sus principales trabajos trataron sobre la Grecia antigua - fundamentalmente sobre el tema de lo mítico. Vernant fue un personaje muy influyente en la segunda mitad del siglo XX en Francia no solamente por su labor intelectual; participó además en la resistencia francesa, siendo uno de los dirigentes. 
Fue catedrático del Colegio de Francia.

## Biografía
Vernant, estudioso de la antropología histórica en la Grecia antigua, recibió una educación laica: su abuelo y su padre fueron directores del diario "Le Briard", de Provins. Hizo una agregación en filosofía en 1937. Pero sus maestros fueron dos grandes figuras: el helenista Louis Gernet y el psicólogo e historiador Ignace Meyerson, con quienes trabajó tras haber seguido sus enseñanzas.
Dirigió la resistencia contra la ocupación nazi en el sur de Francia. Inmediatamente después, fue profesor de instituto (1945-1948), en Toulouse y París. Luego, comienza ya su carrera como investigador, trabaja entre en el CNRS (1948-1957), y en la École Pratique des Hautes Études. Entró en diciembre de 1975, con su lección inaugural Religion grecque, religions antiques (París, Maspero, 1976); en el Collège de France, donde, hasta 1984, hizo estudios comparados de religiones antiguas.
Vernant murió unos días después de su 93.er cumpleaños, en Sèvres.

## Obra
Sus publicaciones comenzaron en 1952, pero solo diez años después aparece su primer libro, Les origines de la pensée grecque (1962), en una colección dirigida por Georges Dumézil. Desde entonces, publicó trabajos decisivos, a veces en colaboración con grandes estudiosos, ya que Vernant animó grupos de trabajo (el Centre de recherches comparées sur les sociétés anciennes fue uno de ellos). Junto con Pierre Vidal-Naquet, agrupó artículos sobre el teatro griego, Mythe et tragédie en Gréce ancienne I, II (1972 y 1986); recopilaciones, junto con textos de Vidal-Naquet, El cazador negro (Barcelona, Península, 1983), que fueron refundidas por ambos, añadiendo otros nuevos en La Grèce ancienne: I. Du mythe à la raison, II. L'espace et le temps, III. Rites de passage et transgressions (París, Seuil, 1992). Por otro lado, con Marcel Detienne firmó Las artimañas de la inteligencia, 1974, y La cuisine du sacrifice en pays grec (París, Gallimard, 1979), en donde resalta el largo estudio de Vernant: "À la table des hommes".
Pero hay que destacar sus colecciones, desde 1965: Mito y pensamiento en la Grecia antigua, Mito y sociedad en la Grecia antigua, 1974 (que incluye un trabajo sobre los mitos, "Raisons du mythe"); Mito y religión en la Grecia antigua, 1990. A ellos se suman La muerte en los ojos, 1985; L'individu, la mort, l'amour. Soi-même et l'autre en Grèce ancienne (París, Gallimard, 1989).
Es muy valioso el resumen de sus lecciones en el Colegio de Francia, Figures, doles, masques (París, Julliard, 1990); así como el texto sobre su trayectoria de investigación con el título Ai confini della storia (Turín, Einaudi, 1993). Luego, publicó un volumen de recuerdos cívicos, Entre mythe et politique, París, Seuil, 1996; finalmente, un libro con Jean Bottéro y Clarisse Herrenschmidt, L'Orient ancien et nous (París, Albin Michel, 1996); y otro con F. Frontisi-Ducroux, Dans l'œil du miroir (París, O. Jacob, 1997). Muchos lectores tuvo su excelente libro de divulgación: L'univers, les dieux, les hommes (1999).

### Traducciones recientes
- Los orígenes del pensamiento griego, Paidós, 2005.
- Mito y pensamiento en la Grecia Antigua, Ariel, 1993.
- Mito y tragedia en la Grecia antigua, Paidós, 2008.
- Mito y sociedad en la Grecia Antigua, Siglo XXI, 2003.
- La muerte en los ojos: figuras del otro en la antigua Grecia, Gedisa, 1986.
- Mito y religión en la Grecia Antigua, Ariel, 1999.
- Fragmentos para una historia del cuerpo humano, I, Alfaguara, 1990, libro colectivo.
- Sobre el individuo, Paidós, 1990, volumen colectivo.
- El honor, Cátedra, 1992, libro colectivo.
- El hombre griego, Alianza, 2000 (or. Laterza, 1991), libro colectivo, con una amplia y valiosa introducción.
- Las artimañas de la inteligencia, Taurus, 1988, con M. Detienne.
- El individuo, el amor y la muerte en Grecia, Paidós, 2001.
- En el ojo del espejo, Buenos Aires, FCE de Argentina, 1999.
- L'univers, els déus, els homes, Empuries, 2000.
- Entre mito y política, FCE de Argentina, 2002 (Éditions du Seuil, 1996)
- El universo, los dioses, los hombres: el relato de los mitos griegos, Barcelona, Quinteto, 2007.